# الحارس في حقل الشوفان
الحارس في حقل الشوفان (بالإنجليزية: The Catcher in the Rye)‏ هي رواية للكاتب الأمريكي جيروم ديفيد سالينجر صَدرت عام 1951. كانت الرواية في الأصل موجهة للقراء البالغين، لكنها أصبحت ذات شعبية كبيرة بين القراء المُراهقين بسبب محاورها الرئيسية مثل اليأس والعزلة خلال مرحلة المراهقة. تُرجمت الرواية إلى أغلب لغات العالم، وبلغت مبيعاتها أكثر من 65 مليون نسخة حول العالم، ويباع حوالي 250,000 نسخة سنويًا. أصبح بطل الرواية هولدن كولفيلد رمزًا لتمرد المراهقة. تُعالج الرواية قضايا مُعقدة مثل الهوية والانتماء والخسارة والعلاقات والعُزلة. أسس سالينجر بكتابته للرواية نهجًا جديدًا في الكتابة الأدبية الأمريكية والعالمية أطلق عليه نهج الكتابة الغاضبة.
في 2005، وضعت مجلة التايم الرواية ضمن قائمتها لـ أفضل 100 رواية مكتوبة بالإنجليزية منذ العام 1923. إختارتها دار Modern Library للنشر وقرّائها ضمن أفضل 100 رواية إنجليزية في القرن العشرين. في 2003، حَلت الرواية في المرتبة الـ 15 خلال إستطلاع The Big Read الذي أجرته BBC والذي ضَم حوالي 750,000 صوت.

## الحبكة
يعيش هولدن كولفيلد البالغ من العمر سبعة عشر عامًا في مؤسسة غير محددة النوع في جنوب كاليفورنيا في عامي 1949 أو 1950. ويعتزم العيش مع شقيقه دي بي، وهو مؤلف ومحارب قديم في الحرب العالمية الثانية، وهولدن غاضب منه لأنه يريد أن يصبح كاتب سيناريو بعد شهر من تسريحه. يسترجع هولدن أحداث عيد الميلاد السابق.
يبدأ هولدن قصته في أكاديمية بينسي الإعدادية وهي مدرسة داخلية في أغرستون بنسلفانيا. في سن السادسة عشر بين عامي 1948 و 1949 يُطرد هولدن بسبب ضعف مستواه ولا يُسمح له بالعودة بعد عطلة عيد الميلاد. يخطط للعودة إلى المنزل في ذلك اليوم حتى لا يكون موجودًا عندما يتلقى والداه إشعار طرده. بعد خسارة مباراة في المبارزة في نيويورك بسبب نسيانه المعدات في قطار الأنفاق، يدعوه أستاذه التاريخ، السيد سبينسر، إلى منزله، وهو رجل مسن حسن النية ولكنه ممل. يحييه سبينسر ويعرض عليه المشورة، إلا أنه يحرج هولدن من خلال انتقاد امتحانه في التاريخ.
يعود هولدن إلى سكنه مرتديًا قبعة صيد حمراء اشتراها من نيويورك مقابل دولار واحد. يزعجه جاره في السكن، روبرت أنكلي، الذي لم يحضر المباراة أيضًا ولا يحظى بشعبية بين زملائه، بأسئلته الكثيرة وأسلوبه غير المهذب. ولكن هولدن، الذي يشعر بالشفقة تجاه أنكلي، يتجاهل كل ذلك. لاحقًا، يوافق هولدن على كتابة محادثة إنجليزية لشريكه في السكن، وارد سترادلاتر، الذي يكون خارجًا في موعد. على أي حال فإن هولدن يشعر بالاستياء عندما يعلم أن وارد سيخرج في موعد مع جين غالاغر التي يكن لها هولدن مشاعر رومانسية ويهتم لأمرها. يقرر هولدن في تلك الليلة أن يذهب لمشاهدة كوميديا كاري غرانت مع مال بروسارد وأكلي. نظرًا لأن أكلي ومال قد شاهدا الفيلم بالفعل، فينتهي بهم المطاف بلعب البينبول والعودة إلى بينسي. عندما يعود سترادلر بعد عدة ساعات، يفشل في تقدير المحادثة العميقة التي كتبها له هولدن حول قفاز البيسبول الذي يعود لشقيق هولدن الراحل، آلي، ويرفض الاعتراف فيما إذا كان قد نام مع جين. يلكمه هولدن غاضبًا ولكن ينتصر سترادلر في العراك بسهولة. عندما يواصل هولدن إهانته، يلكمه سترادلر ويفقده الوعي ويتركه مع أنف نازف. عندما يذهب هولدن إلى غرفة سترادلر، يخيب أمله عندما يعامله بفظاظة. يقرر هولدن أن يغادر بينسي سائمًا من كمية الأشخاص المزيفين هناك. يبيع آلته الكاتبة ويركب قطارًا إلى محطة بين في نيويورك. يقرر هولدن أن يبقى بعيدًا عن المنزل حتى يوم الأربعاء عندما يتلقى والداه إشعار طرده. يلتقي هولدن على متن القطار بوالدة أحد زملائه الأثرياء البغيضين في بينسي، إرنست مورو، ويكذب عليها حول ابنها.
في سيارة الأجرة، يستفسر هولدن من السائق عما إذا كان البط في سنترال بارك يهاجر خلال فصل الشتاء، وهو موضوع يطرحه كثيرًا، إلا أن السائق يستجيب بالكاد. يأخذ هولدن غرفة في فندق إدمونت ويقضي الليلة يرقص مع ثلاث نساء من سياتل في صالة الفندق ويستمتع بالرقص مع واحدة منهن إلا أنه يشعر بالإحباط لأنه غير قادر على إجراء محادثة حقيقية معهن. بعد زيارة غير واعدة إلى نادي إرني الليلي في غرينتش، وبعد القلق مطولًا يوافق على قدوم عاهرة تدعى سوني إلى غرفته. يتغير موقفه عندما تأتي الفتاة إلى غرفته، والتي يتضح فيما بعد أنها في مثل سنه.
يصبح هولدن غير مرتاحًا، وعندما يخبرها أن كل ما يريده هو التكلم، تغضب وتغادر.
تعود سوني مع القواد موريس وتطلب المزيد من المال، على الرغم من تأكيد هولدن لها بأنه سيدفع لها المبلغ الذي تحصل عليه عادة مقابل الخدمات الأخرى التي تقدمها، فيشتم هولدن موريس، وتأخذ سوني المال من محفظة هولدن، وتغرس موريس أظافرها في فخذ هولدين، وتلكمه على بطنه. يخيل إلى هولدن بعد ذلك بأنه تعرض لإطلاق نار من قبل موريس باستخدام مسدس أوتوماتيكي.
يدخل هولدين، في صباح اليوم التالي للحادثة، بحالة اكتئاب متزايدة، وتزداد حاجته للتواصل مع شخص ما مباشرة، فيتصل بسالي هايز، وهي فتاة مألوفة بالنسبة له وسبق له أن واعدها. على الرغم من ادعاء هولدين بأن سالي هي «سيدة كل المحتالين»، لكنهما يتفقان على الاجتماع بعد ظهر ذلك اليوم لحضور إحدى المسرحيات في مسرح فريدمان. يذهب هولدين للتسوق بحثًا عن تسجيل صوتي مميز يدعى «ليتل شايرلي بينز»، ليهديه لشقيقته فيبي ذات العشر سنوات. يرى هولدين خلال تسوقه فتى صغيرًا يغني قصيدة «إذا أمسك جسدٌ ما جسدًا آخر قادم من حقل الشوفان»، الأمر الذي يحسن من مزاجه. يبدأ موعد هولدين مع سالي بشكل جيد، لكنه سرعان ما يتعكر بعد أن تقدم سالي صديقها جورج لهولدين. يذهب هولدن مع سالي بعد انتهاء المسرحية لممارسة رياضة التزحلق على الجليد في مركز روكفلر، حيث يبدأ هولدين بالصياح فجأة، ضد المجتمع، الأمر الذي يخيف سالي. يدعو هولدين سالي في تلك الليلة إلى الهروب معه للعيش في برية إقليم نيو إنجلاند، لكنها لا تتفاعل مع خطته المتهورة، وترفضها. تتحول المحادثة بين هولدين وسالي شيئًا فشيئًا، وتتسم في نهاية الأمر بالعدائية، فيفترقان بغضب.
يقرر هولدين، بعد ذلك، الالتقاء بزميلته القديمة كارل ليوس، لمشاركته الشرب في حانة ويكر. يزعج هولدن كارل خلال اللقاء بتركيزه على العلاقة الجنسية. يدخل هولدين، بعد مغادرة ليوس، في حالة سكر، ويتغزل بعدد من الفتيات البالغات الموجودات في الحانة، ويصيح باسم سالي. يجوب هولدن، بعد خروجه من الحانة، الطرقات متعبًا ومرهقًا متجهًا نحو سنترال بارك، للبحث عن البط. يحطم هولدين أثناء مشيه -عن غير قصد- التسجيل الذي ابتاعه لشقيقته الصغرى فيبي. يتذكر هولدين التجارب التي عاشها في المدرسة الابتدائية والمجسمات الثابتة المتوضعة في متحف التاريخ الطبيعي الذي كان يسمتع بزيارته عندما كان طفلًا، ويشعر بالحنين إلى تلك الذكريات. يتوجه هولدين إلى المنزل لرؤية شقيقته فيبي. يتسلل إلى شقة والديه اللذين كانا خارج المنزل، ويوقظ فيبي، وهو الشخص الوحيد الذي كان هولدين قادرًا على إيصال مشاعره الحقيقية إليه. على الرغم من السعادة التي شعرت بها فيبي لرؤية أخيها، لكنها سرعان ما أدركت أنه قد تعرض للطرد من المدرسة، وتوبخه على تشتته، وعلى شعوره الواضح بالكره تجاه كل شيء. يشارك هولدين شقيقته فيبي، بعد أن سألته عمّا إذا كان يبدي أي اهتمام بأي شي، خيالات ناكرة للذات كان يفكر بها (استنادًا إلى سوء فهمه لقصيدة روبيرت بيرن التي تحمل عنوان قادم عبر حقل الشوفان). يعتقد هولدن، بسبب تفسيره الخاطئ للقصيدة، بأن ما يعنيه الشاعر من جملة «الصياد في حقل الشوفان» هو إنقاذ الأطفال من فقدان البراءة.

## الرقابة والجدل في المدارس
بين 1961 و1982، كانت الرواية أكثر الكتب الخاضعة للرقابة في المكتبات والمدارس الثانوية في الولايات المتحدة. تم منع الكتاب في مدارس إساكوه الثانوية عام 1978 وتم اعتباره كجزء من «مؤامرة شيوعية شاملة». في 1981، كانت الرواية أكثر الكتب خصوعا للرقابة وثاني أكثر الكتب تدريسا في مدارس الولايات المتحدة في آنٍ واحد. وفقا لجمعية المكتبات الأمريكية حلت رواية الحارس في حقل الشوفان في المرتبة العاشرة في قائمة أكثر كتاب طعنا من 1990 وحتى 1999. كانت أيضا من أكثر الكتب طعنا في 2005، وبالرغم من غيابها عن هذه القائمة لمدة 3 سنوات إلا أنها ظَهرت مجددا في قائمة 2009 لأكثر الكتب طعنا.
تبدأ هذه الطعونات عموما باستخدام هولدن للألفاظ النابية بشكلٍ متكرر، لتشمل إسبابا أخرى كالإيحائات الجنسية وازدراء الدين وتقويض القيم العائلية والقواعد الأخلاقية وكَون هولدن قدوة سيئة وتشجيع التمرد والترويج التدخين وشرب الكحول والكذب. غالبا لم يكن للمنتقدين حُسن اطلاع بجوهر القصة نفسها. سببت هذه الحوادث تأثيرا عكسيا فبدأ الناس بوضع أسمائهم على قوائم الانتظار من أجل استعارة الرواية، في حين لم يفعلوا ذلك سابقا.

## ترجمة الرواية إلى العربية
ترجم الرواية إلى العربية الكاتب الأردني غالب هلسا في بغداد وظهرت عام 1978 في طبعة محدودة لوزارة الثقافة العراقية التي اعترضت لأسباب رقابية على نشر واسع للرواية، وفي مقدمة الترجمة أشار هلسا إلى أنه «كثيرًا ما تقارن هذه الرواية برواية جيمس جويس عوليس لأن الروايتين من العلامات المهمة للتحولات التي طرأت على الكتابة في الغرب وتعتبر نموذجًا للكتابات التي عرفت فيما بعد بكتابات الغاضبين، وقد عبر جيل الرفض عن تبنيه لهذه الرواية رافعًا شعار كلنا هولدن كولفيلد». أعيد طبع الرواية لاحقا في بيروت عن دار الحقيقة، ودار المدى.

## وصلات خارجية
- الحارس في حقل الشوفان على موقع الموسوعة البريطانية (الإنجليزية)

- الحارس في حقل الشوفان على موقع أبجد